# 72 (число)
Вижте пояснителната страница за други значения на 72.
72 (седемдесет и две) е естествено, цяло число, следващо 71 и предхождащо 73.
Седемдесет и две с арабски цифри се записва „72“, а с римски цифри – „LXXII“. Числото 72 е съставено от две цифри от позиционните бройни системи – 7 (седем) и 2 (две).

## Общи сведения
- 72 е четно число.
- 72 е атомният номер на елемента хафний.
- 72-рият ден от годината е 13 март.
- 72 е година от Новата ера.
- 72 месеца са 6 години.

## Любопитни факти
- Във Вавилонската кула се говори на 72 езици.